# 江別市立大麻西小学校
江別市立大麻西小学校（えべつしりつおおあさにししょうがこう）は、北海道江別市大麻扇町にある市立の小学校である。1971年（昭和46年）12月15日設立。

## 校区
大麻西小学校の校区は以下の通りである。
- 大麻（224番地、226番地-228番地、230番地-243番地、277番地-278番地、280番地-287番地、291番地-293番地、295番地-297番地、489番地、492番地-494番地、511番地、520番地）

- 大麻ひかり町

- 大麻桜木町（25番地の1、25番地の4-5、26番地-27番地）

- 大麻沢町（1番地、13番地-26番地、33番地）
- 大麻扇町
- 大麻西町

## 教育目標等
2024年度（令和6年度）現在の教育目標等は以下の通りである。
教育目標
- 健康で、たくましい子どもの育成
- 思いやりのある、優しい子どもの育成
- ねばり強くやりぬく子どもの育成
- よく考え、進んで学ぶ子どもの育成

目指す子供像
- あ - 明るく　たくましい子ども
- さ - ささえ合う　優しい子ども
- に - にげずに　やりぬく子ども
- し - しんけんに　学び合う子ども

## 教育活動
特色のある教育活動として、以下のものが挙げられる。
地域一体型・学校顔づくり事業
- 花を愛し、花で学校を飾る取り組み - 「全校花づくり事業」
- 麻西小の心と体を育てるボランティア - 豊かな心健やかな体の育成

確かな学力をつける教育
- 算数のTT指導及び習熟度別指導
- 理科専科による専門的な授業
- 週2回の朝学習実施
- 支援員・ボランティアの効果的活用

明るくたくましい子を育てる教育
- 児童会による朝の挨拶運動の実施
- 縄跳び検定の実施
- 「どさん子元気アップチャレンジ」への挑戦

豊かな心を育てる教育
- 週3回の全校朝読書実施
- ボランティアによる読み聞かせを月1回実施。（春と秋には強化週間の実施。）

思いやりと助け合いの気持ちを育む教育
- 大麻まんまるこども園との交流活動（学校農園の活動・授業参観等）

## 児童数・学級数
| 学年   | 1年生 | 2年生 | 3年生 | 4年生 | 5年生 | 6年生 | 特別支援 | 計  |
| ------ | ----- | ----- | ----- | ----- | ----- | ----- | -------- | --- |
| 学級数 | 2     | 1     | 2     | 2     | 2     | 2     | 3        | 14  |
| 児童数 | 39    | 34    | 42    | 48    | 45    | 50    | 6        | 264 |

（2024年（令和6年）5月1日現在）

## 沿革
学校の沿革は以下の通りである。
- 1971年（昭和46年）
  - 03月 - 市議会において学校設置条例を改正、開校を決定
  - 12月 - 開校（12学級・374名）
- 1981年（昭和56年）
  - 12月 -開校10周年記念誌発行
- 1984年（昭和59年）
  - 04月 - プール完成
- 1987年（昭和62年）
  - 04月 - 文京台小学校開校（分離校）
- 1989年（平成元年）
  - 04月 - 校舎大改修
- 1991年（平成3年）
  - 12月 - 開校20周年記念式典開催
- 1993年（平成5年）
  - 08月 - 家庭科室設置工事
- 2000年（平成12年）
  - 08月 - 校舎内部・消防設備・高圧受電設備改修工事、コンピュータ教室設置工事
- 2001年（平成13年）
  - 12月 - 開校30周年（各種事業実施）
- 2011年（平成23年）
  - 8月・12月 - 開校40周年（各種事業実施）
- 2013年（平成25年）
  - 10月 - 特別支援学級開設決定
- 2021年（令和3年）
  - 12月 - 50周年記念全校集会
- 2022年（令和4年）
  - 03月 - 50周年記念誌発行